# Café (couleur)
Pour l’article homonyme, voir Café (homonymie).
La couleur café, en usage dans la mode et la décoration, désigne différentes teintes de brun, d'après la couleur soit des grains de café bruts ou torréfiés soit de la boisson café.

## Utilisation
Au café, noir et café peuvent être synonymes, mais dans les dénominations de couleur c'est rarement le cas.
Lavée de blanc, cette couleur s'appelle café au lait ; elle s'applique aussi assez souvent à des teints de peau. Pour plusieurs experts, la couleur café au lait est un synonyme ou une variante de la couleur cannelle.
Dans les nuanciers commerciaux, on trouve en peinture moka, grain de café, capuccino ; en peinture automobile TED14 café ; en fil à broder 869 café, 3045 café au lait.

## Histoire
Couleur café est attesté en 1741, dans une communication scientifique sur la teinture des tissus, ce qui semble indiquer que le terme était déjà en usage dans ce métier.
Café au lait est attesté en 1745, décrivant la décoration intérieure d'une maison à vendre.
On trouve ensuite couleur café, couleur café brûlé, couleur café au lait pour toutes sortes d'usages, bien que rarement pour ceux où il existe, comme pour la robe du cheval, des noms spécifiques. « Un cheval isabelle est plutôt couleur café au lait », écrit Paillot de Montabert.
Au XIXe siècle, Michel-Eugène Chevreul a entrepris de repérer les couleurs entre elles et par rapport aux raies de Fraunhofer. Il cite deux couleurs café parmi les « noms de couleur le plus fréquemment usités dans la conversation et dans les livres ». Café grillé ou torréfié dit ailleurs café brûlé est 3 orangé 18 et 19 ton (plus sombre) éventuellement rabattu (plus gris) 7/10 ; c'est la même teinte, en plus foncé, que le canelle sur soie de Tuvée. Café au lait est 2 orangé 6/10 4 ton, 4 ou 5/10 (plus gris) « quand le café a été moins fortement grillé ».
Pour le Répertoire de couleurs publié en 1905 par la Société des Chrysanthémistes, Café grillé est synonyme de Brun Caroube, de Grenat foncé de Ripolin, de Chocolat foncé tandis que Café au lait l'est de Cannelle, dans son ton le plus clair.